# زمین‌لرزه نوامبر ۱۹۴۳ ترکیه
زمین‌لرزه ترکیه  در تاریخ ۲۶ نوامبر ۱۹۴۳ میلادی، برابر با ‎۴ آذر ۱۳۲۲، ساعت ۲۲:۲۰:۳۶ به زمان یوتی‌سی در ترکیه رخ داد. بزرگی آن ۷٫۵ در مقیاس Mw اعلام شده‌است. زمین‌لرزه به وقت محلی در روز شنبه، ساعت ۰ روی داده و منطقه زمانی آن یوتی‌سی +۲ بوده‌است (با لحاظ تغییر ساعت تابستانی).
سازمان زمین‌شناسی آمریکا نیز جای این زمین‌لرزه را در مختصات ۴۱°۰۰′شمالی ۳۳°۴۲′شرقی / ۴۱°شمالی ۳۳٫۷°شرقی و بزرگی آنرا برابر با ۷٫۶ در مقیاس ریشتر اعلام کرده‌است. ژرفای گزارش شده از سوی این سازمان ۳۳ کیلومتر می‌باشد.
شمار کشتگان زلزله حدود ۴۰۲۰ نفر بوده‌است.تعداد زخمیان ۵۰۰۰ نفر برآورده شده‌است. گسل مسبب این زمین‌لرزه گسل شمال آناتولی بوده است.